# Nendrum-Kloster

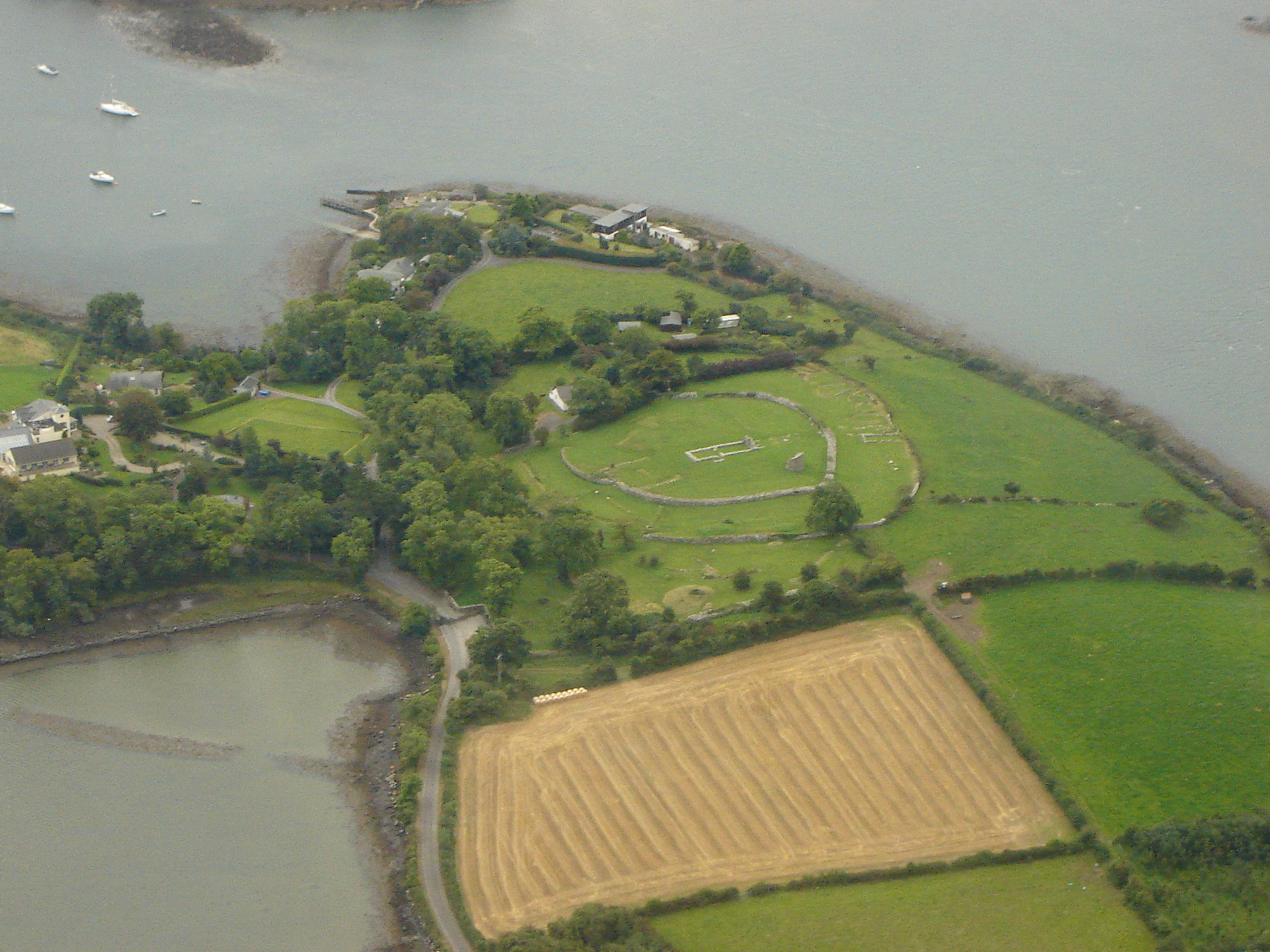
Nendrum-Kloster lag in der Ringstruktur in der Bildmitte

Das Nendrum-Kloster (irisch Naondroim) ist eine von St Mochaoi gegründete Anlage der Iroschottischen Kirche auf Mahee Island, der größten Insel im Strangford Lough, im County Down, in Nordirland. Mochaoi, der von St. Patrick bekehrt worden sein soll, starb Ende des 5. Jahrhunderts. Der Name Nendrum geht auf eiszeitliche Drumlins zurück.
Die im 6. und 7. Jahrhundert gegründeten Klöster legten das Fundament des Christentums in Irland und waren zugleich protourbane Kleinzentren. Sie zogen alle Arten von Handwerkern an, weil sie Arbeit boten. Die anfangs von 12 Mönchen bewohnten Klöster bestanden aus Hütten aus Holz und Flechtwerk oder Stein. Die Mönche wohnten mitunter in wegen ihrer Form Bienenkorbhütten genannten Zellen.
Vom 7. bis 9. Jahrhundert zeichnen die Annalen von Ulster für Nendrum eine Folge von Bischöfen und Äbten auf. Die Sitte, die Klöster innerhalb von Duns oder Raths (Ringforts) zu errichten war nicht von Vorteil, denn einen Schutz gegen die zu dieser Zeit häufigen Wikingerüberfälle boten sie nicht. Im Jahre 987 wurde der „Herenagh von Oendrium“ (ein Abt von Nendrum) wahrscheinlich im Zusammenhang mit einem Wikingerüberfall in seinem Haus verbrannt. 

Nendrum-Kloster
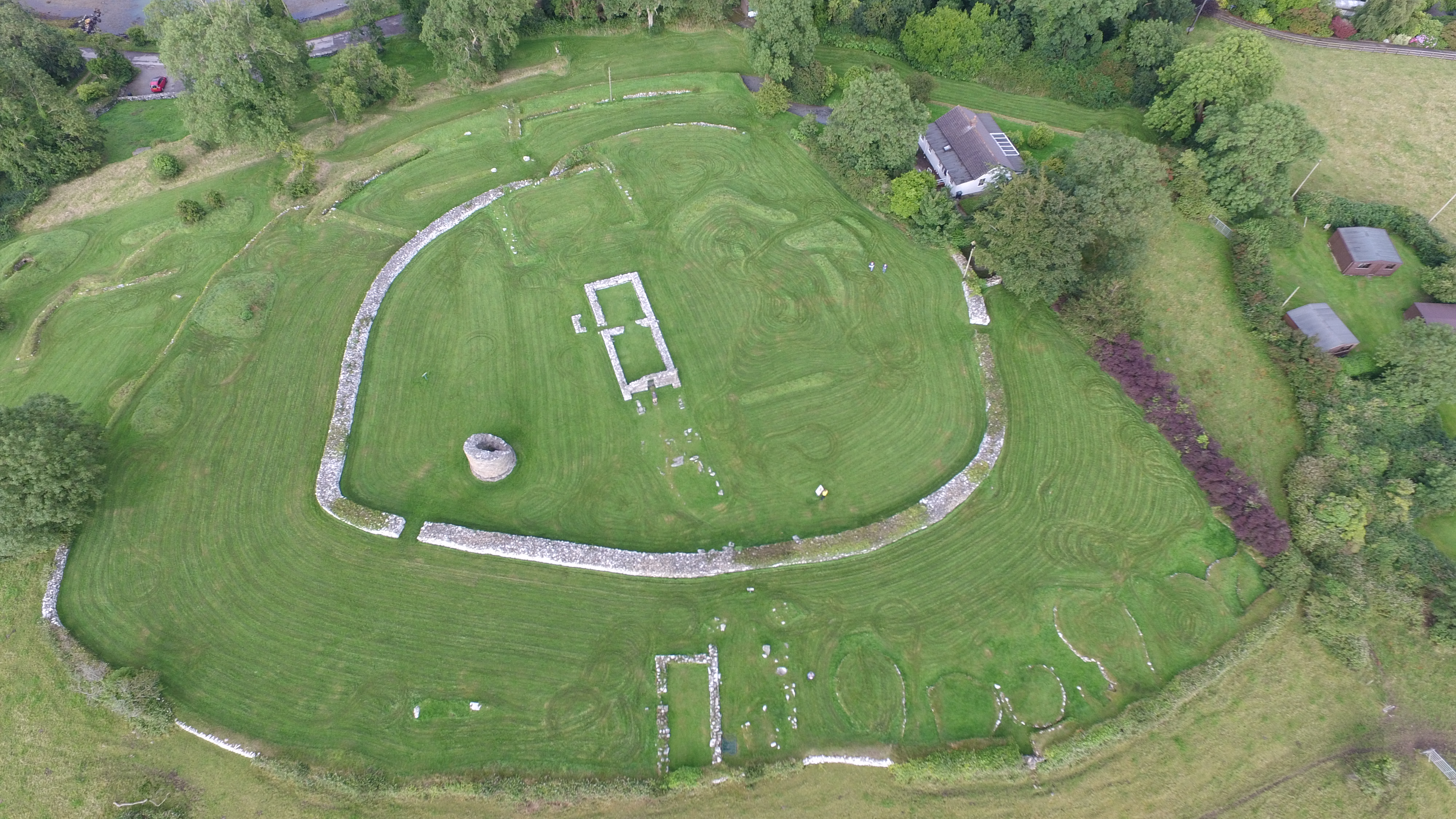
Nendrum-Kloster
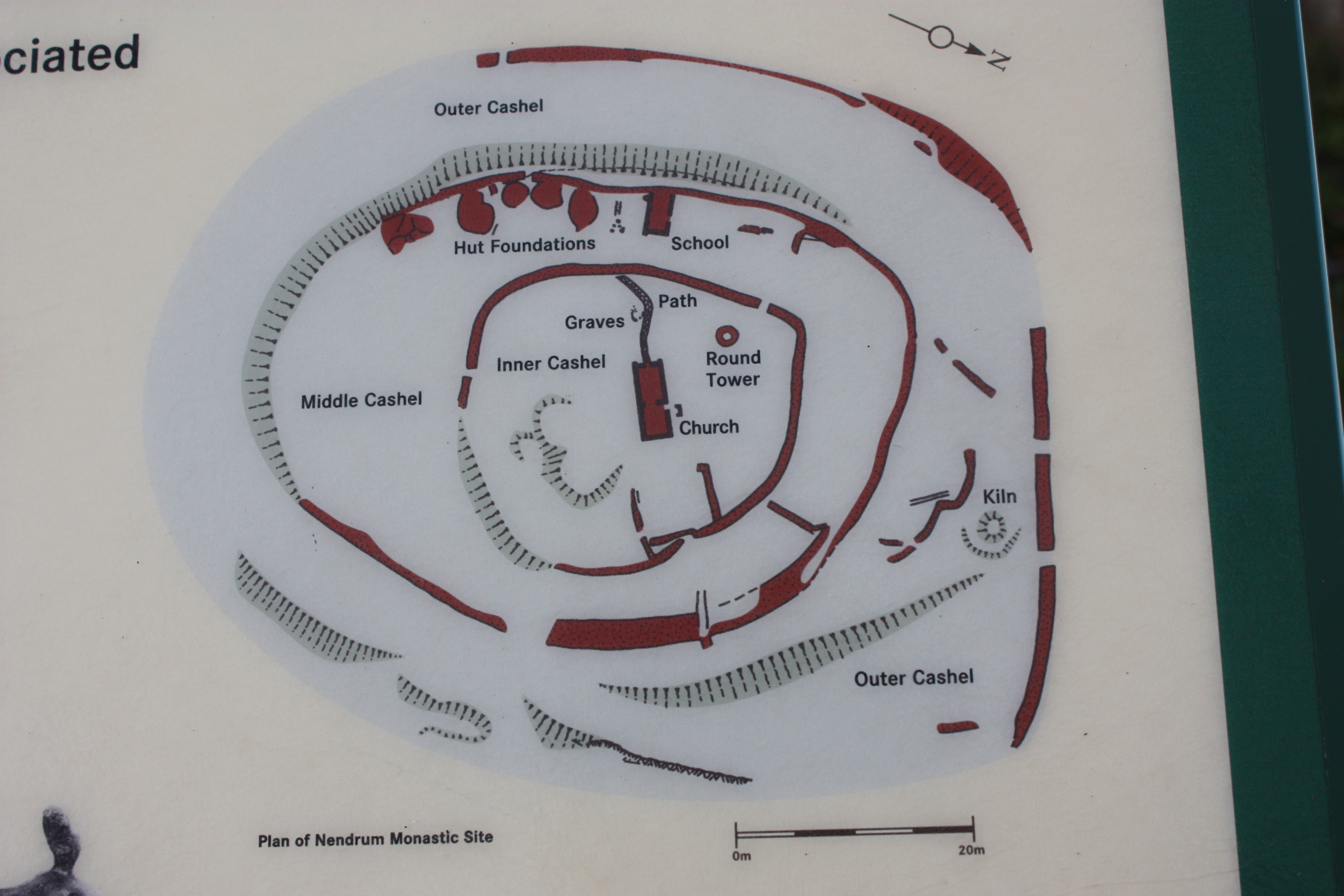
Plan des Nendrum-Kloster
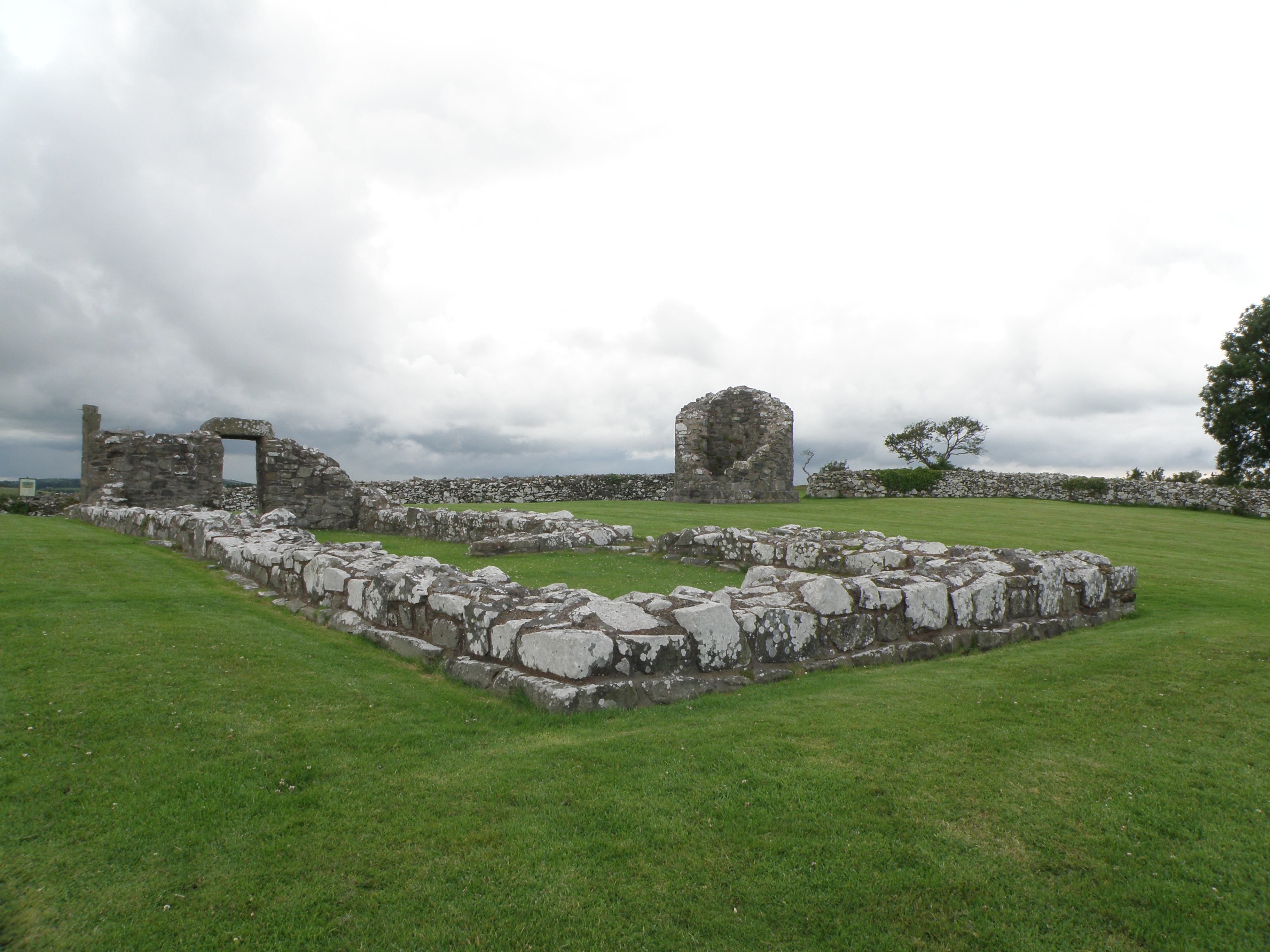
Kirchenfundamente und Rundturmrest

Eine kleine Benediktinerabtei wurde von John de Courcy im 12. Jahrhundert gegründet und die Kirche war bis 1306 Gemeindezentrum. Nendrum scheint im 15. Jahrhundert durch eine zugänglichere Anlage bei Tullynakill auf dem Festland ersetzt worden zu sein.
Vor der Ausgrabung in den 1920ern waren die Basis eines Rundturmes und die Ruine der Kirche alles, was von Nendrum zu sehen war. Als die Archäologen tiefer gruben, entdeckten sie ein wichtiges Kloster. Nendrum wurde inmitten einer vorchristlichen Rath errichtet, das von einem unregelmäßig konzentrischen dreifachen Mauerring umgebenen war. Innerhalb des Cashels lagen eine Schule, Werkstätten, der Friedhof, die Kirche, ein Rundturm und eine vertikale Sonnenuhr. Einer der bedeutenderen Funde war die bronzeüberzogene eiserne „Glocke von Nendrum“. Außerhalb befanden sich hier eine kleine Gezeitenmühle und ein Anlegeplatz, wahrscheinlich für Fischerboote.
Ursprünglich war der Zugang zur Insel nur bei Ebbe durch eine Furt möglich. Mahee Island und damit Nendrum ist heute über einem im 19. Jahrhundert errichteten Damm zu erreichen. In der Nähe liegt Castle Espie, ein Zoo und Wildvögelreservat besonders für Gänse.